# The Prison Stain
The Prison Stain est un film muet américain réalisé par George Melford et sorti en 1914.

## Fiche technique
- Réalisation : George Melford
- Scénario : Doty Hobart, d'après son histoire
- Date de sortie : 
  - États-Unis : 4 novembre 1914

## Distribution
- Paul Hurst : Dick Kolsey
- Marin Sais : Jean Datrel
- Frank Jonasson : Walter Gregg
- William H. West